# Habitat (möbelföretag)
Habitat är en internationell möbelkedja med bas i Storbritannien.
Habitat har ett 70-tal egna möbelaffärer i Storbritannien, Frankrike, Tyskland och Spanien samt affärer på franchisebasis i ett tiotal andra länder. Företaget grundades 1964 i London och expanderade under 1960-talet inom Storbritannien för att 1973 starta sin utlandsetablering med en butik i Paris. 1992 köptes företaget av Ikano, en del av Ikea-sfären. Efter många år av förlust såldes Habitat i december 2009 till det brittiska företaget Hilco för att rekonstrueras.